# محمد مزمل بسيوني
محمد مزمل بسيوني (بالإندونيسية: Muhammad Muzammil Basyuni)‏ من مواليد 7 أكتوبر 1947 (العمر 60 سنة)هو سفير إندونيسيا في دمشق. وعينه الرئيس سوسيلو بانبانغ يودهونو لهذا المنصب في 18 أكتوبر 2006. كان مزمل يتبوأ منصب نائب رئيس البعثة الدبلوماسية في السفارة الإندونيسية في القاهرة منذ 2004.